# Stenalcidia guttata
Stenalcidia guttata là một loài bướm đêm trong họ Geometridae.